# Blepharita
Blepharita là một chi bướm đêm thuộc họ Noctuidae.

## Các loài
- Blepharita amica (Treitschke, 1825)
- Blepharita dufayi Boursin, 1960
- Blepharita euplexina (Draudt, 1950)
- Blepharita flavistigma (Moore, 1867)
- Blepharita glenura (Swinhoe, 1895)
- Blepharita niveiplaga (Walker, 1857)
- Blepharita timida (Staudinger, 1888)